# Poecilia obscura
Poecilia obscura är en fiskart som beskrevs av Schories, Meyer och Manfred Schartl 2009. Poecilia obscura ingår i släktet Poecilia och familjen Poeciliidae. Inga underarter finns listade i Catalogue of Life.